# Швајцарска на Светском првенству у атлетици на отвореном 2017.
Швајцарска је на Светском првенству у атлетици на отвореном 2017. одржаном у Лондону од 4. до 13. августа, учествовала шеснаести пут, односно учествовала је на свим првенствима до данас. Репрезентацију Швајцарске представљало је 18 учесника (3 мушкарца и 15 жена) који су се такмичили у 13 дисциплина (4 мушке и 9 женских).,
На овом првенству Швајцарска није освојила ниједну медаљу али су њени такмичари оборили три национална и пет лична рекорд и остварили шест најбоља лична резултата сезоне. У табели успешности према броју и пласману такмичара који су учествовали у финалним такмичењима (првих 8 такмичара) Швајцарска је са 3 учесника у финалу делила 37. место са 9 бодова.
| Плас. | Земља      | 1. место | 2. место | 3. место | 4. место | 5. место | 6. место | 7. место | 8. место | Бр. финал. | Бод. |
| ----- | ---------- | -------- | -------- | -------- | -------- | -------- | -------- | -------- | -------- | ---------- | ---- |
| =37.  | Швајцарска | 0        | 0        | 0        | 0        | 2        | 0        | 0        | 1        | 3          | 9    |

## Учесници
| Мушкарци: - Алекс Вилсон — 100 м, 200 м - Карим Хусејин — 400 м препоне - Алејандро Франциско Флорез — Ходање 50 км | Жене: - Муџинба Камбуђи — 100 м, 200 м, 4 х 100 м - Саломе Кора — 100 м, 4 х 100 м - Сара Ачо — 200 м, 4 х 100 м - Корнелија Халбхир — 200 м - Селина Бихел — 800 м - Леа Шпрунгер — 400 м препоне, 4 х 100 м - Петра Фонтаниве — 400 м препоне - Јасмин Гигер — 400 м препоне - Фабине Шлумпф — 3.000 м препреке - Ајла Дел Понте — 4 х 100 м - Лаура Поли — Ходање 20 км - Никол Бихлер — Скок мотком - Ангелица Мозер — Скок мотком - Каролин Ању — Седмобој - Гералдине Рукстул — Седмобој |  |

## Резултати

### Мушкарци
| Атлетичар                  | Дисциплина    | Лични рекорд | Квалификације | Квалификације | Полуфинале | Полуфинале | Финале               | Финале          | Детаљи |
| Атлетичар                  | Дисциплина    | Лични рекорд | Резултат      | Место         | Резултат   | Место      | Резултат             | Место           | Детаљи |
| -------------------------- | ------------- | ------------ | ------------- | ------------- | ---------- | ---------- | -------------------- | --------------- | ------ |
| Алекс Вилсон               | 100 м         | 10,11        | 10,24 кв      | 6. у гр. 3    | 10,30      | 8. у гр. 2 | Није се квалификовао | 21 / 44 (48)    |        |
| Алекс Вилсон               | 200 м         | 20,37 НР     | 20,54 КВ      | 3. у гр. 1    | 21,22      | 8. у гр. 2 | Није се квалификовао | 25 / 46 (50)    |        |
| Карим Хусејин              | 400 м препоне | 48,45        | 50,12 кв      | 5. у гр. 3    | 49,13 КВ   | 2. у гр. 2 | 50,07                | 8 / 36 (40)     |        |
| Алејандро Франциско Флорез | 50 км ходање  | 4:02:37      |               |               |            |            | Дисквалификован      | Дисквалификован |        |

### Жене
| Атлетичарка                                             | Дисциплина    | Лични рекорд | Квалификације       | Квалификације | Полуфинале            | Полуфинале            | Финале                | Финале       | Детаљи |
| Атлетичарка                                             | Дисциплина    | Лични рекорд | Резултат            | Место         | Резултат              | Место                 | Резултат              | Место        | Детаљи |
| ------------------------------------------------------- | ------------- | ------------ | ------------------- | ------------- | --------------------- | --------------------- | --------------------- | ------------ | ------ |
| Саломе Кора                                             | 100 м         | 11,27        | 11,30 кв            | 5. у гр. 3    | 11,31                 | 8. у гр. 3            | Нису се квалификовале | 22 / 46 (47) |        |
| Муџинба Камбуђи                                         | 100 м         | 11,07 НР     | 11,14 (.132) КВ     | 2. у гр. 5    | 11,11                 | 3. у гр. 2            | Нису се квалификовале | 10 / 45 (47) |        |
| Муџинба Камбуђи                                         | 200 м         | 22,42        | 22,86 КВ            | 2. у гр. 2    | 23,00                 | 3. у гр. 2            | Нису се квалификовале | 10 / 46 (50) |        |
| Сара Ачо                                                | 200 м         | 22,90        | 23,09 КВ            | 2. у гр. 6    | 23,12                 | 5. у гр. 1            | Нису се квалификовале | 14 / 46 (50) |        |
| Корнелија Халбхир                                       | 200 м         | 23,16        | 23,51 (.505)        | 4. у гр. 7    | Није се квалификовала | Није се квалификовала | Није се квалификовала | 27 / 46 (49) |        |
| Селина Бихел                                            | 800 м         | 1:57,95 НР   | 2:00,23 КВ          | 3. у гр. 6    | 1:59,85               | 5. у гр. 2            | Није се квалификовала | 9 / 45 (47)  |        |
| Леа Шпрунгер                                            | 400 м препоне | 54,29        | 55,14 КВ            | 1. у гр. 5    | 54,82 КВ              | 2. у гр. 2            | 54,59                 | 5 / 39       |        |
| Петра Фонтаниве                                         | 400 м препоне | 54,56        | 56,13 КВ            | 2. у гр. 3    | 55,79                 | 4. у гр. 1            | Није се квалификовала | 12 / 39      |        |
| Јасмин Гигер                                            | 400 м препоне | 55,90        | 57,72               | 7. у гр. 2    | Није се квалификовала | Није се квалификовала | Није се квалификовала | 36 / 39      |        |
| Ајла Дел Понте Сара Атчо2 Муџинба Камбуђи2 Саломе Кора2 | 4 х 100 м     | 42,53 НР     | 42,50 (.495) КВ, НР | 3. у гр. 1    |                       |                       | 42,51                 | 5 / 13 (16)  |        |
| Лаура Поли                                              | 20 км ходање  | 1:33:22      |                     |               |                       |                       | 1:39:05 ЛРС           | 49 / 52 (61) |        |
| Никол Бихлер                                            | Скок мотком   | 4,80 НР      | 4,55 кв             | 4. у гр. Б    |                       |                       | 4,45                  | 11 / 24 (31) |        |
| Ангелица Мозер                                          | Скок мотком   | 4,61         | 4,50                | 6. у гр. А    | Није се квалификовала | 13 / 24 (31)          |                       |              |        |

- Атлетичарке у штафети означене бројем су учествовале у више дисциплина

#### Седмобој
| Дисциплина    | Каролин Ању  | Каролин Ању  | Каролин Ању | Каролин Ању | Каролин Ању | Каролин Ању  |
| Дисциплина    | Лични рекорд | Резултат     | Бод.        | Плас.       | Укупно      | Плас.        |
| ------------- | ------------ | ------------ | ----------- | ----------- | ----------- | ------------ |
| 100 м препоне | 13,60        | 13,95        | 985         | 22.         | 985         | 22.          |
| Скок увис     | 1,74         | 1,68         | 830         | 30.         | 1.815       | 28.          |
| Бацање кугле  | 14,77        | 13,64        | 770         | 14.         | 2.585       | 25.          |
| 200 м         | 24,36        | 24,64 (.640) | 920         | 17.         | 3.505       | 23.          |
| Скок удаљ     | 6,36         | 6,22         | 918         | 7.          | 4.423       | 19.          |
| Бацање копља  | 49.34        | 43,54        | 735         | 15.         | 5.158       | 19.          |
| 800 м         | 2:16,06      | 2:18,57      | 843         | 17.         | 6.001       | 21.          |
| Седмобој      | 6.330        |              |             |             | 6.001       | 21 / 27 (31) |

| Дисциплина    | Гералдине Рукстул | Гералдине Рукстул | Гералдине Рукстул | Гералдине Рукстул | Гералдине Рукстул | Гералдине Рукстул |
| Дисциплина    | Лични рекорд      | Резултат          | Бод.              | Плас.             | Укупно            | Плас.             |
| ------------- | ----------------- | ----------------- | ----------------- | ----------------- | ----------------- | ----------------- |
| 100 м препоне | 13,95             | 13,80 ЛР          | 1.007             | 19.               | 1.007             | 19.               |
| Скок увис     | 1,81              | 1,80              | 978               | 9.                | 1.985             | 12.               |
| Бацање кугле  | 13,89             | 13.36             | 751               | 18.               | 2.736             | 14.               |
| 200 м         | 24,74             | 24,84             | 902               | 19.               | 3.638             | 15.               |
| Скок удаљ     | 6,06              | 5,82              | 795               | 25.               | 4.433             | 18.               |
| Бацање копља  | 58,31             | 52,15             | 902               | 5.                | 5.335             | 12.               |
| 800 м         | 2:12,56           | 2:14,85           | 895               | 13.               | 6.230             | 11.               |
| Седмобој      | 6.357 НР          |                   |                   |                   | 6.230             | 11 / 27 (31)      |